# 傭兵ピエール -ジャンヌ・ダルクの恋人-
『傭兵ピエール -ジャンヌ・ダルクの恋人-』（ようへいピエール ジャンヌ・ダルクのこいびと）は、宝塚歌劇団のミュージカル作品。宙組公演。
形式名は「宝塚グランド・ロマン」。14場。
原作は佐藤賢一の『傭兵ピエール』（集英社）。脚本・演出は石田昌也。併演作品は『満天星大夜總会』。

## 公演期間と公演場所
- 2003年2月21日 - 3月31日（新人公演：3月11日）　宝塚大劇場[1]
- 2003年5月9日 - 6月22日（新人公演：5月20日）　東京宝塚劇場[2]

## スタッフ
※氏名の後ろに「宝塚」、「東京」の文字がなければ両劇場共通。
- 作曲・編曲：西村耕次[1]、鞍富真一[1]
- 編曲：小高根凡平[1]
- 音楽指揮：岡田良機（宝塚）[1]、伊澤一郎（東京）[2]
- 振付[1]：藍エリナ、入江利明
- 殺陣：菅原俊夫[1]
- 装置：関谷敏昭[1]
- 衣装：有村淳[1]
- 照明：安藤俊夫[1]
- 音響：加門清邦[1]
- 小道具：伊集院撤也[1]
- 効果：原田健二[1]
- 演出助手：稲葉太地[1]
- 装置補：広森守[1]
- 衣装助手：川崎千絵[1]
- 照明助手：山口和展[1]
- 舞台進行：恵見和弘（宝塚）[1]、濱野文宏（東京）[2]
- 舞台美術製作：株式会社宝塚舞台[1]
- 演奏：宝塚歌劇オーケストラ（宝塚）[1]
- 演奏コーディネート：株式会社ダット・ミュージック（東京）[2]
- 制作：福嶋康徳、北野靖[1]
- 演出担当（新人公演）：稲葉太地[1]

## 主な配役
※下記の配役は宝塚・東京共通。「（　）」の人物は新人公演の配役。
- ピエール - 和央ようか（悠未ひろ）[1]
- ジャンヌ・ダルク - 花總まり（彩乃かなみ）[1]
- トマ - 伊織直加（七帆ひかる）[1]
- ロベール - 水夏希（十輝いりす）[1]
- ヨランド - 邦なつき（芽映はるか）[1]
- コーション司教 - 箙かおる（天羽珠紀）[1]
- ラ・イール - 椿火呂花（和涼華）[1]
- ルイーズ - 彩乃かなみ（咲花杏）[1]